# ۵۲ (میلادی)
۵۲ (میلادی) پنجاه و دومین سال تقویم میلادی است.

## رویدادها
بر اساس مکان
امپراتوری روم
- امپراتور کلودیوس تلاش می‌کند با حفر تونلی به طول ۵.۶ کیلومتر از طریق مونته سالویانو، دریاچه فوچین را کنترل کند، که به ۳۰۰۰۰ کارگر و یازده سال زمان نیاز دارد.[۱]
- کلودیوس آکوا کلودیا و آنیو نووس، دو پروژه قنات که توسط کالیگولا آغاز شده بود را تکمیل کرد.[۲]
- در روم قانونی وجود دارد که اعدام بردگان پیر و معلول را ممنوع می‌کند.
- آنانیاس، کاهن اعظم اورشلیم، پس از متهم شدن به خشونت به روم فرستاده می‌شود.
- پلینی بزرگ، شرح جنگ‌های آلمان را می‌نویسد.
- در بریتانیا، فرماندار پوبلیوس اوستوریوس اسکاپولا هنگام لشکرکشی علیه سیلورها در جنوب ولز درگذشت. پس از مرگ او، لژیون دوم روم به شدت از سیلورها شکست خورد. جایگزین او آئولوس دیدیوس گالوس است که شورش را سرکوب می‌کند و دستاوردهای رومی‌ها را تثبیت می‌کند، اما به دنبال دستاوردهای جدید نیست.[۳]

چین
- یوئه‌جوئه شو، اولین فرهنگ لغت جغرافیایی شناخته‌شده چین، در دوران سلسله هان نوشته شده است.

بر اساس موضوع
دین
- اعتقاد بر این است که سنت توماس، یکی از دوازده حواری عیسی، برای موعظه انجیل به کودونگالور هند سفر کرده است؛ کلیسای مارتوما، کلیسای کاتولیک سیرو-مالابار، کلیسای سوری مالانکارا مار توما، کلیسای ارتدکس هند و کلیسای آشوری شرق ادعا می‌کنند که از نسل او هستند.[۴]

## درگذشتگان
- گامالئیل، رهبر یهودی (ناسی) (تاریخ تقریبی)

- گو شنگتونگ، ملکه چینی سلسله هان

- جولیا آیوتاپا، ملکه کوماژن (تاریخ تقریبی)

- پوبلیوس اوستوریوس اسکاپولا، دولتمرد و سردار رومی